# Biocarburants aux États-Unis
Pour un article plus général, voir Biocarburant.
La production de biocarburants aux États-Unis concerne principalement le biogazole et le bioéthanol. Ces dernières années[Lesquelles ?], les États-Unis ont surtout développé la production d'éthanol, notamment à partir de maïs : la production qui s'élevait à 6,21 millions de mètres cubes en 2001 a atteint 10,2 millions de mètres cubes en 2003, puis 22 millions de mètres cubes en 2006 ; cela place le pays à la deuxième place mondiale.

## Modes de production
L'éthanol est ajouté dans l'essence, généralement en faible proportion (jusque 10 %) et sert d'antidétonant (pour améliorer l'indice d'octane). Le bilan énergétique et l'écobilan sont toutefois peu favorables : en prenant en compte toute l'énergie consommée pour produire le maïs (engrais, pesticides, carburants) puis pour le transformer en éthanol (cuisson et distillation) on arrive à un bilan proche de zéro. À cela s'ajoute la très importante consommation d'eau pour la culture de cette céréale. La production d'éthanol en 2006 consomme déjà 11 % du maïs produit aux États-Unis pour remplacer à peine plus de 3 % de l'essence consommée. Notons que les protéines contenues dans les grains sont récupérées et données au bétail, le maïs consommé pour l'éthanol n'est pas perdu à 100 % pour l'alimentation. Par ailleurs, l'huile de maïs peut être récupérée, et utilisée en agroalimentaire, ou pour produire du biogazole.

## Historique
Les États-Unis utilisèrent les biocarburants au début du XXe siècle, notamment pour la Ford T. Les biocarburants furent délaissés jusqu'à l'arrivée des deux chocs pétroliers en 1973 et 1979. Aujourd'hui, les États-Unis produisent principalement du biogazole (le plus gros consommateur est l'armée américaine). Les biocarburants sont surtout utilisés mélangés à des carburants fossiles. Ils sont aussi utilisés en tant qu'additifs. Le bioéthanol est surtout produit à partir de maïs. Ainsi le NREL (National Renewable Energy Laboratory, Laboratoire national sur les énergies renouvelables) fut fondé en 1974 et commença à travailler en 1977. Ce centre de recherche est rattaché au département de l'énergie américain. Il publie régulièrement des documents de plusieurs dizaines de pages sur les biocarburants. Le Congrès vota l'Energy Policy Act (EPAct en abrégé) en 1992. Cette loi vise notamment à soutenir les biocarburants. En 2005, le Congrès vota un nouvel "Energy Policy Act" qui confirma le soutien des autorités pour les énergies renouvelables.  
En janvier 2006, le président George Bush déclara dans son discours sur l'état de l'Union qu'il voulait que les États-Unis se passent à l'horizon 2025 de 75 % du pétrole importé du Proche-Orient.
Toujours en 2006, Les États-Unis passèrent premiers producteurs mondial de bioéthanol devant le Brésil. La revue scientifique « Food Policy », nous livre un tableau exprimant la production en millions de tonnes de bioéthanol et biogazole produites par an aux États-Unis, en Europe, au Brésil et dans le Monde entier. Par exemple, les États-Unis ont produit 34,7 millions de tonnes de bioéthanol sur les 66,6 millions produits annuellement dans le monde.

## Bénéfices et points faibles
Comme dit plus haut, le biocarburant apporte tout d’abord des avantages environnementaux en atténuant les émissions de gaz à effet de serre et la consommation en énergie. La production de carburant consommerait donc 1,15 MJ par MJ fournis, tandis que le bioéthanol en consomme 0,49. En ce qui concerne le gaz à effet de serre, il est à nouveau prouvé par différentes études que le bioéthanol fabriqué aux États-Unis, consomme beaucoup moins d'énergie fossile et donc produit beaucoup moins de gaz à effet de serre. Cependant, le bioéthanol fait l’objet de nombreuses critiques, incertitudes, quant à la consommation en eau, la biodiversité, la pollution photochimique, … Un autre point négatif, est la surexploitation des champs de maïs énergétiques au détriment des productions de porcs et de volailles. Les produits animaux verraient donc leurs prix augmenter.
Depuis ces dernières années, on a observé une très grande production et développement des biocarburants, entraînant une hausse des prix des céréales. À partir de 2006 et 2007 (dû aussi à de mauvaises conditions climatiques), on enregistre une consommation plus élevée de céréales que le taux de céréales produites aux États-Unis. De plus, la production de bioéthanol ne faisant qu’augmenter, le prix des denrées alimentaires est monté en flèche. En effet, de récentes études faites aux États-Unis, montrent que la production d’éthanol (faite principalement à base de maïs), à une influence sur le prix des ressources alimentaires : la production de maïs pour le biocarburant fait donc concurrence à celle des secteurs agroalimentaire. Le maïs servant principalement de nourriture aux animaux, ce sont les prix des volailles et bovidés qui se sont mis à grimper. Cette concurrence a de nombreux autres points négatifs, certains producteurs ne pouvant faire face à la hausse des prix ont dû fermer les portes de leurs industries et il en va de même pour les particuliers qui possédaient des fermes.  Ainsi, la surproduction pose elle aussi des problèmes. Le problème peut aller plus loin et avoir une influence sur les pays en voie de développement. La demande de produits agricoles ne faisant qu’augmenter, cela a un effet inflationniste sur les prix alimentaires mondiaux. En effet, des projections menées par la FAO et l’OCDE montrent que les pays en voie de développement et surtout les plus pauvres, comme les pays d’Afrique subsaharienne devraient être des importateurs nets de produits agricoles (à l’exclusion du riz). « Prenant tous ces éléments en compte, il ne fait guère de doute que le choix fait par les pays riches (comme les États-Unis) de consacrer une partie croissante de la production agricole à des utilisations énergétiques aura une incidence négative sur la sécurité alimentaire des pays en développements ».
Pour conclure, on peut sans nul doute reconnaitre que la question du biocarburants n’est pas sans intérêt et qu’elle peut apporter de nombreux avantages au niveau écologique et économique. Mais il reste à l’heure actuelle, encore beaucoup à faire dans le domaine. Bien qu’il s’agisse d’une avancée scientifique, elle n’est pas encore au point. La production de biocarburants de première génération pose encore trop de problèmes. Néanmoins, la situation pourrait changer, grâce à la production de biocarburants, dans les années à venir, de deuxième génération qui entreraient moins en concurrences avec la production alimentaire. Ainsi, la production de biocarburants à base d’autres céréales ou de parties non comestibles des céréales permettrait de produire à la fois du carburant et de l’alimentation sur le même terrain.